# Damon Gupton
Damon Jamal Gupton (* 4. Januar 1973 in Detroit, Michigan) ist ein US-amerikanischer Schauspieler und Dirigent. Als Schauspieler gehörte er den Hauptdarstellern der Serien Deadline, Prime Suspect, The Devide und The Player an. Des Weiteren war er als wiederkehrender Darsteller in den Serien Rake und Empire zu sehen. Außerdem hat er ab Staffel 4 der Serie Bates Motel die Rolle des Gregg Edwards inne.

## Leben
Gupton studierte an der University of Michigan, an welcher er ein Musik-Ensemble leitete und ein Studium in Musical Education abschloss. Des Weiteren besitzt er einen Abschluss der Juilliard School.
Seine erste schauspielerische Rolle hatte er im Film Untreu im Jahr 2002, während er in seiner Karriere als Dirigent 2004 an der Houston Symphony und an der Kansas City Symphony 2006 tätig war. Im schauspielerischen Bereich zählte er in mehreren Serien zum Ensemble-Cast. So wurde er 2015 für die Rolle des Cal Brown in der Serie The Player gecastet. und spielte 2014 im Film Whiplash die Rolle des Mr. Kramer.
Im Dezember 2016 übernahm er die Rolle des Agent Stephen Walker in der US-Serie Criminal Minds, in welcher er im Juni 2017 jedoch im Zuge einer Kreativen Neuausrichtung nicht für Staffel 13 übernommen wurde. Gupton wirkte somit nur an 15 Folgen mit.

## Filmografie (Auswahl)
- 1999: Law & Order (Fernsehserie, Episode 10x04)
- 2000: Third Watch – Einsatz am Limit (Third Watch, Fernsehserie, Episode 1x21)
- 2000–2001: Deadline (Fernsehserie, 13 Episoden)
- 2002: Untreu (Unfaithful)
- 2006: Conviction (Fernsehserie, Episode 1x04)
- 2007: Tödliche Entscheidung – Before the Devil Knows You’re Dead (Before the Devil Knows You’re Dead)
- 2009: The Unusuals (Fernsehserie, Episode 1x04)
- 2010: Criminal Intent – Verbrechen im Visier (Criminal Intent, Fernsehserie, 2 Episoden)
- 2010: Die Legende von Aang (The Last Airbender)
- 2011–2012: Prime Suspect (Fernsehserie, 13 Episoden)
- 2012: The Newsroom (Fernsehserie, Episode 1x06)
- 2012: Immer Ärger mit 40 (This is 40)
- 2014: Whiplash
- 2014: Rake (Fernsehserie, 5 Episoden)
- 2014: Suits (Fernsehserie, 2 Episoden)
- 2014: The Divide (Fernsehserie, 8 Episoden)
- 2015: Empire (Fernsehserie, 4 Episoden)
- 2015: The Player (Fernsehserie, 9 Episoden)
- 2016–2017: Bates Motel (Fernsehserie, 8 Episoden)
- 2016: Goliath (Fernsehserie, 8 Episoden)
- 2016: La La Land
- 2016–2017: Criminal Minds (Fernsehserie, 15 Episoden)
- 2018–2020: Black Lightning (Fernsehserie, 45 Episoden)
- 2022: Die letzten Tage des Ptolemy Grey (The Last Days of Ptolemy Grey, Fernsehserie)
- 2023: The Big Door Prize (Fernsehserie)
- 2025: Happy Face (Fernsehserie, 5 Episoden)